# Bunnström
Bunnström är en by vid sjön Bunns nordvästra strand i Jönköpings kommun. Här finns en kommunal badplats. Från 2015 avgränsar SCB här en småort.